# Administrador de sistemas

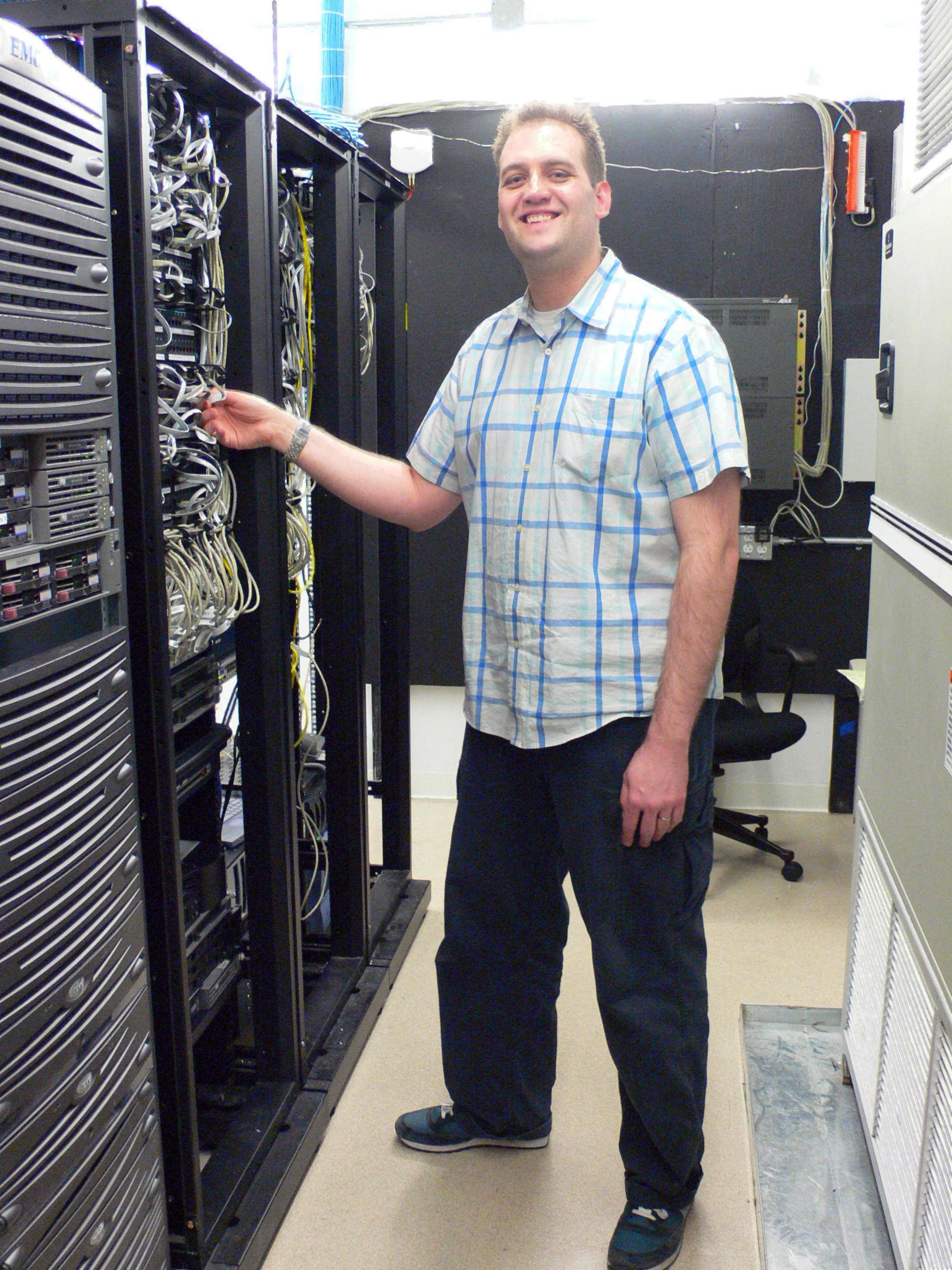
Administrador de sistemas

Un administrador de sistemas es la persona que tiene la responsabilidad de implementar, configurar, mantener, monitorizar, documentar y asegurar el correcto funcionamiento de un sistema informático, o algún aspecto de este.
El administrador de sistemas tiene por objeto garantizar el tiempo de actividad (uptime), rendimiento, uso de recursos y la seguridad de los servidores que administra de forma dinámica.
En las organizaciones que cuentan con diversos sistemas informáticos, se torna más compleja la administración. De esta forma, las funciones del administrador de sistemas se dividen en roles: administrador de servidores, de bases de datos, de redes, de correo electrónico, de servidores web, de seguridad, de respaldo etc. Cada uno con sus correspondientes tareas específicas.
En muchas organizaciones, la tarea de un administrador de sistemas se extiende a la planificación de crecimiento de cada sistema, como también la importante tarea de copia de respaldo de la información contenida en ellos.

## Convertirse en un administrador de sistemas
A diferencia de muchas profesiones, no existe un solo camino para convertirse en administrador de sistema. Algunos colegios o universidades tienen programas específicos para administradores de sistemas. Por eso muchos administradores de sistemas tienen un grado de conocimiento de campos generales: Ciencias de la computación, Ingeniería de software, Ingeniería de sistemas, tecnología en sistemas o Tecnología informática, administración de sistemas informáticos, etc, por lo que aunque a muchos les desagrade el aceptarlo, son quienes administran a los técnicos, tecnólogos e ingenieros de sistemas debido a su conocimiento general de estas áreas y especializaciones, además del nivel jerárquico de titulación. En 2004 sólo dos universidades de los Estados Unidos, Tufts y la Universidad Estatal de Florida, tenían un programa de postgrado en administración de sistemas y redes.[actualizar]
Además, dada la naturaleza práctica de los administradores de sistema, y de la disponibilidad de programas de servidores de código libre (abierto) sw (código libre), muchos administradores ingresan a este campo de forma autodidacta.
Generalmente, se requiere una experiencia previa con el sistema que se espera administrar. En algunos casos, a los candidatos se les pide que posean un certificado antes de ser considerados. Por ejemplo, alguien que aspire a un trabajo como administrador de sistemas Microsoft Windows, se espera que tenga un certificado MCSA (Microsoft Certified Solutions Associate), certificado menor al MCSE (Microsoft Certified Solution Expert, Certificado Microsoft de Ingeniero de Sistemas). Para sistemas, hay tres programas de certificados comunes. A los administradores de sistemas de ciertos campos que usan programas especializados, se les exige experiencia o certificado en esos sistemas.